# 埃根
埃根（法語：Haegen，法語發音：[ɛɡən] ⓘ）是法国下莱茵省的一个市镇，属于萨韦尔讷区。

## 地理
埃根（48°42'51"N, 7°20'21"E）面积20.32 平方千米，位于法国大東部大區下莱茵省，该省份为法国大陆部分最东部的省份，是阿尔萨斯的一部分，今与上莱茵省组成了阿尔萨斯欧洲集体，其南至上莱茵省，西南接孚日省和默尔特-摩泽尔省，西接摩泽尔省，北与德国接壤。
与埃根接壤的市镇（或旧市镇、城区）包括：达博、达讷和卡特尔旺、加尔堡、阿塞尔堡、于尔泰乌斯、戈特努斯、马尔穆捷、雷纳尔德斯曼斯泰、萨韦尔讷、塔勒马尔穆捷。
埃根的时区为UTC+01:00、UTC+02:00（夏令时）。

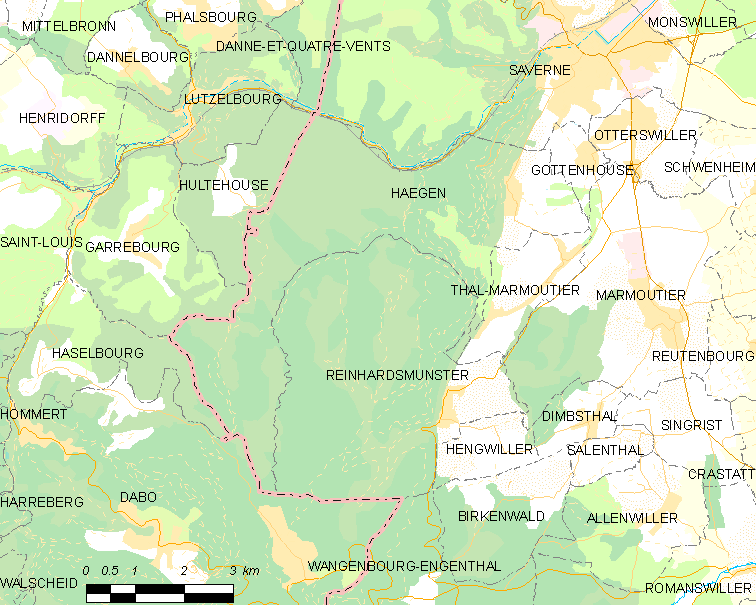
埃根的OSM定位图

## 行政
埃根的邮政编码为67700，INSEE市镇编码为67179。

## 政治
埃根所属的省级选区为萨韦尔讷县。

## 人口

1962-2008年间埃根人口变化图示

埃根于2022年1月1日时的人口数量为657人。